# Ole Kristian Furuseth
Ole Kristian Furuseth (Oslo, 7 de enero de 1967) es un deportista noruego que compitió en esquí alpino.
Participó en cuatro Juegos Olímpicos de Invierno, entre los años 1992 y 2002, obteniendo una medalla de plata en Nagano 1998, en la prueba de eslalon.
Ganó una medalla de bronce en el Campeonato Mundial de Esquí Alpino de 1991, en el eslalon. En la Copa del Mundo consiguió nueve victorias y 32 podios en total.
Fue nombrado «Deportista masculino del año» en su país en 1989.

## Palmarés internacional
| Juegos Olímpicos   | Juegos Olímpicos               | Juegos Olímpicos  | Juegos Olímpicos |
| Año                | Lugar                          | Medalla           | Prueba           |
| ------------------ | ------------------------------ | ----------------- | ---------------- |
| 1998               | Nagano (Japón)                 | Medalla de plata  | Eslalon          |
| Campeonato Mundial |                                |                   |                  |
| Año                | Lugar                          | Medalla           | Prueba           |
| 1991               | Saalbach-Hinterglemm (Austria) | Medalla de bronce | Eslalon          |